# Войны с вероотступниками
Во́йны с вероотсту́пниками (араб. حروب الردة‎ —  войны вероотступничества‎) — ряд военных кампаний праведного халифа Абу Бакра против мятежных арабских племён в 632 и 633 годах, сразу после смерти исламского пророка Мухаммеда. Некоторые лидеры арабских племён считали, что после смерти Мухаммеда подчиняться халифу Абу Бакру необязательно. Помимо этого, в Аравии заявили о себе как о пророках Тулайха, Мусайлима и Саджах. В ходе войн большинство племён было побеждено и вернулось в ислам.

## Предыстория
В середине мая 632 года Мухаммед приказал собрать войска против Византии. Командующим войсками был назначен Усама ибн Зейд. В июне 632 года Мухаммед умер, и в качестве халифа был избран Абу Бакр ас-Сиддик. На Аравийском полуострове начались мятежи, однако Абу Бакр приказал армии Усамы готовиться к маршу против Византии. Попытки Усамы отговорить халифа и остаться в Медине окончились неудачей, и 26 июня 632 года армия Усамы вышла в поход в направлении северных границ халифата.

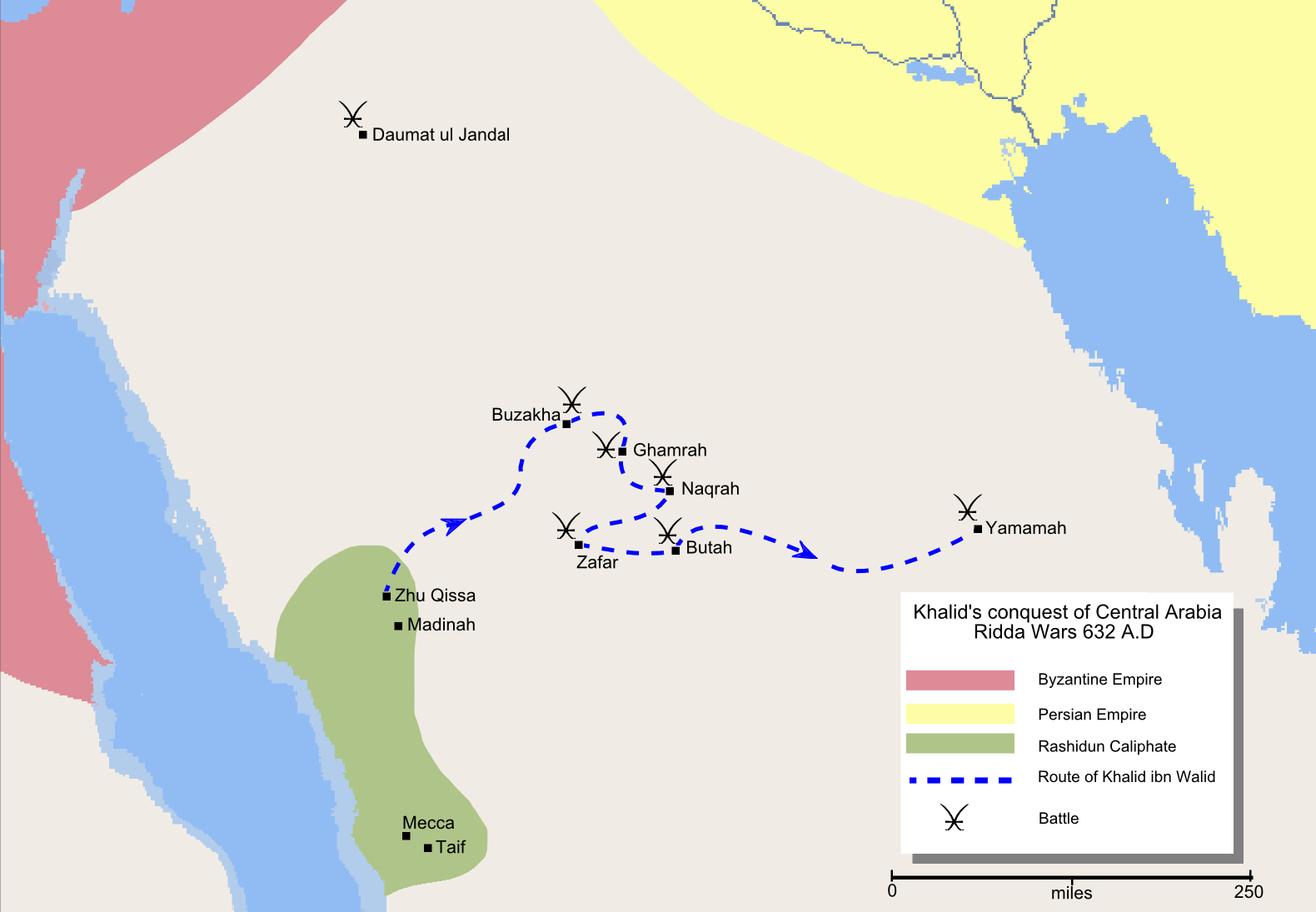
Поход Халида ибн аль-Валида в Центральную Аравию

## Начало
После отправки отряда Усамы в поход Абу Бакр не мог вести полноценную войну и начал тянуть время. Он принимал делегации племён и отправлял к ним своих представителей, но, несмотря на это, через три дня после отправки армии Усамы Медина подверглась нападению со стороны групп вероотступников. Мусульманам удалось отразить атаку на город, и противники были вынуждены отступить. Вероотступники начали просить о помощи своих единомышленников, и тогда Абу Бакр, собрав силы мусульман в мединской мечети, под прикрытием ночи выступил против неприятеля. Правым флангом командовал Нуман ибн Мукаррин, левым — его брат Абдуллах, а центром — Сувейд. Неожиданная атака мусульман заставила противника бежать.
После этого события моральный дух мусульман поднялся. Через 2 месяца после выступления отряда Усамы посланники Абу Бакра Сафван ибн Сафван, Забрикан ибн Бадр и Ади ибн Хатам принесли закят от племён Бану Амр, Бану Авф и Тай. Ещё через 10 дней вернулось войско Усамы с победой и большим количеством трофеев. Абу Бакр оставил вместо себя в Медине Усаму и решил со своим отрядом сразиться против лицемеров (мунафиков) и вероотступников (муртадов). Мусульмане, опасаясь, что в случае гибели Абу Бакра и без того сложная ситуация в государстве ещё более осложнится, попросили Абу Бакра не рисковать и вернуться в Медину. Однако Абу Бакр присоединился к Нуману ибн Мукаррине, а затем сразился с вероотступниками близ Рамзы. После этой победы Абу Бакр вернулся в Медину.

## Походы
Отдохнувшее войско Усамы было готово к новым сражениям, и тогда Абу Бакр разбил всех бойцов на 11 боевых отрядов, командиры которых отрядов получили следующие боевые задачи:
1. Халид ибн аль-Валид должен был выступить против лжепророка Тулайхи и Малика ибн Нусайра;
2. Икрима ибн Абу Джахль должен был выступить против лжепророка Мусайлимы;
3. Шурахбил ибн Хасан был послан в Ямаму для поддержки отряда Икримы ибн Абу Джахля;
4. Мухаджир ибн Абу Умейя был послан в Йемен для борьбы с лжепророком аль-Асвадом;
5. Амр ибн аль-Ас был отправлен против племени Хузаа;
6. Халид ибн аль-Валид ибн аль-Ас был отправлен в Сирию;
7. Хузайфе ибн Мухсину был послан против племени Даба;
8. Арфаджа ибн Харсама был отправлен в Махру, после чего он должен был соединиться с силами Хузайфы;
9. Тарифа ибн Харджиз был послан против племён Бану Сулайм и Хавазин;
10. Сувейд ибн Мукаррин был отправлен в Тихаму в Йемене;
11. Аль-Ала ибн аль-Хадрами выступил в поход в направлении Бахрейна[4].

### Бану Тамим
Абу Бакр отправился в направлении аль-Абрака для выступления против племен Абс и Зубьян. Нанеся им поражение, он отправился в местечко Бузаха, где находился лжепророк Тулайха.
Тем временем Халид ибн аль-Валид дошёл до племени Тай. Вождь этого племени, Ади ибн Хатим, попросил у Халида три дня, для того чтобы он смог привести свой народ к покорности. Племя Тай полностью покорилось Халиду ибн аль-Валиду, и он двинулся в направлении Бузахи. Там он разгромил племя Фазара, понеся потери.
Тулайха отступил от веры и выступил против мусульман ещё при жизни Мухаммеда. Против него были посланы войска во главе с Дарраром ибн аль-Азваром, и вероотступники бежали в Сухайру. После смерти племя Гатафан заключило союз с асадитами и племенем Тай. Когда асадиты и гатафанцы стали союзниками, Даррар ибн аль-Азвар, не сумев удержать ситуацию под контролем, бежал в Медину. Вернув в ислам асадитов, амиритов и гатафанцев, Халида ибн аль-Валид по приказу халифа двинулся в Битах против Бану Ярбу. Это племя было одной из ветвей племени Тамим, и возглавлял его Малик ибн Нувайра.
Ослабленное внутренними раздорами племя Тамим подверглись нападению отряда племени Бану Таглиб, которым командовала женщина по имени Саджах. Части Бану Тамим договорились с ней, а остальные бежали. После этого Саджах двинулась на Ямаму, где находился лжепророк Мусайлима. Саджах заключила мир с Мусайлимой при условии, что ей будет принадлежать половина доходов Ямамы. По некоторым данным, Саджах и Мусайлима даже на короткое время поженились. К тому времени, как она вернулась к себе, мусульмане установили контроль над её территориями, и Саджах приняла ислам. Когда к тамимитам вошла армия Халида ибн аль-Валида, он схватил вождей племени и, обнаружив, что они правили одной из ветвей этого племени Бану Ярбук, казнил их.

### Мусайлима
Икрима ибн Абу Джахль отправился в Ямаму, где он должен был выступить против лжепророка Мусайлимы. Икрима потерпел поражение от племени Бану Ханифа, к которому принадлежал Мусайлима. Следовавший за Икримой Шурахбил ибн Хасан решил подождать подкрепления. Халиф Абу Бакр послал Икриме приказ после Ямамы двинуться в Оман и соединиться там с силами Хузайфы ибн Мухсина и Арфаджи ибн Харсамы, после чего они должны были соединиться с войсками Мухаджира ибн Абу Умайи. Сам Мухаджира ибн Абу Умайя после завершения операцию в Йемене должен был подойти к ним со стороны Хадрамаута.
В это время Халид ибн аль-Валид вернулся в Медину и попросил прощения у Абу Бакра за убийство вождей тамимитов, не имея на это права. Халиф, выслушав Халида, приказал ему выступить против Мусайлимы. Войдя в Ямаму, Халид обнаружил, что Шурахбил ибн Хасан, не дождавшись подкрепления, перешёл в наступление и потерпел поражение. В племени Бану Ханифа была небольшая группа мусульман, возглавляемая Саламом ибн Асалом.
Лжепророк Мусайлима собрал свои силы и перешёл в наступление на мусульман со стороны Акрабы и Джубайла. Мусульмане ответили контрнаступлением. Правым флангом командовал брат Умара ибн аль-Хаттаба, Зейд, а левым — Абу Хузайфа ибн Утба. С севера к Акрабе подошёл Даррар ибн аль-Азвар. Вначале войска Мусайлимы значительно теснили мусульман, однако мусульманам удалось перехватить инициативу и нанести поражение противнику. Мусайлима с группой приверженцев попытался скрыться, но был убит. В этой битве пали смертью мучеников Зейд ибн аль-Хаттаб, Сабит ибн Кайс и др.

### Оман
В Омане мусульманам пришлось столкнуться с трудностями. Лакита ибн Малик аль-Язди потеснил их, и мусульманские войска под командованием Джафара и Убада были вынуждены отступить в горы и на побережье. Джафар обратился к халифу с просьбой о помощи, и тот отправил в Оман Хузайфу ибн Мухсина. Афрадж ибн Харсам был отправлен в Махру, а затем встретился с войсками Джафара и Убада. Туда же был послан и Икрима ибн Абу Джахль, который поспешил за Хузайфой и Афраджой и догнал их ещё до того, как они вошли в Оман. В Омане они соединились с войсками Джафара и Убада и подошли к местности Саххар. Мусульмане встретились с войсками под командованием Лакита в Дабе, и там начались ожесточённые сражения. Положение мусульман было очень сложным, и если бы к ним на помощь не подоспело подкрепление, то они были бы разгромлены. Мусульманам удалось в конце концов победить и захватить много трофеев, пятая часть которых была отправлена в государственную казну.
После этого Икрима вернулся в Махру, где обнаружил, что жители Махры разделились на две части. Икрима предложил вероотступникам, располагавшимся на побережье, вновь обратиться в ислам, и многие из них приняли это предложение. Оставшаяся же часть вероотступников объединились вокруг некоего Мусбиха, но в кратчайшие сроки были разгромлены.

### Йемен
Ещё при жизни Мухаммеда в Йемене объявил себя пророком некий аль-Асвад аль-Анси. Мухаммед отправил туда своих наместников, которые после его смерти были вынуждены вернуться в Медину. Абу Бакр предложил йеменцам принять ислам и прекратить сопротивление, а затем был вынужден отправить наместника Мекки Аттаба ибн Усайда и его брата Халида ибн Усайда в Тихаму. Абу Бакр также послал Усмана ибн Абуль-Аса а Таиф и Ибн Рабиа в Шунуу. Жители всех этих областей были усмирены.
После того, как в Тихаме взбунтовались племена Ук и Ашар, против них двинулся Тахир ибн Абу Хала. Ему удалось добиться успеха, и после этого Абу Бакр послал Тахира ибн Абу Халу на помощь мусульманам Саны. Помимо того, в Йемен были отправлены Мухаджир ибн Абу Умайя и Халид ибн Усаййид. По дороге к ним присоединялись другие отряды, и этот поход стал успешным.
В числе вероотступников оказались и жители Хадрамаута. Во времена Мухаммеда там проповедовали Уккаша ибн Мухсин и Зийад ибн Лабид аль-Баяди. Перед смертью он назначил туда наместником Мухаджира ибн Абу Умайю, но смерть Мухаммеда помешала отъезду Мухаджира. Став халифом, Абу Бакр подтвердил полномочия Мухаджира, и тот выехал в Сану. Встретившись у Марибы с отрядом Икримы, они вошли в Хадрамаут и установили контроль над областью.

### Бахрейн
Вероотступничество охватило и часть населения Бахрейна. Здесь было два влиятельных племени — племя Абдулкайс и Бану Бакр. Первое племя сохранило верность исламу, а второе отступило от веры. Одним из лидеров мусульман там был Джаруд, который в самый критический момент убедил значительную часть бахрейнцев не отступать от веры. Совместно с посланным в Бахрейн отрядом под командованием Ала ибн аль-Хадрами отряд Джаруда выступил против вероотступников и разгромил их.